# PROFINET
PROFINET je průmyslová komunikační sběrnice určená pro řídící systémy v oblasti průmyslové automatizace. Profinet je vystavěn na základech průmyslového Ethernetu.

## Specifikace
Základní specifikace PROFINETu: 
- Otevřený protokol - jako každý mezinárodní standard jej lze získat u mezinárodní standardizační organizace, v tomto případě IEC.
- Přenosová rychlost: 10 Mbitps / 100 Mbitps
- Standard podle definice Profibus & Profinet International
- Pracuje s TCP/IP a standardy IT

## Charakteristika
Základní charakteristika PROFINETu: 
- Možnost využití modulů PROFINET CBA – Component Based Automation
- Možnost připojení decentrálních periferií PROFINET IO
- Možnost komunikace v reálném čase PROFINET RT
- Přístupnost i pro webové klienty přes HTTP (Hypertext Transfer Protocol), XML (Extensible Markup Language), HTML (Hypertext Markup Language)
- Přenos dat ve standardizovaném tvaru (HTML, XML)
- Možnost integrace a propojení se stávajícími průmyslovými sběrnicemi PROFIBUS, INTERBUS, AS-Interface

## Síť
Síť může používat různá přenosová média:
- Metalická - přenos vodiči
- Optická - přenos optickými vlákny
- WiFi - bezdrátový přenos